# Martin Damian
Martin Damian (* 21. September 1973 in Olmütz) ist ein tschechischer Ikonenmaler. 

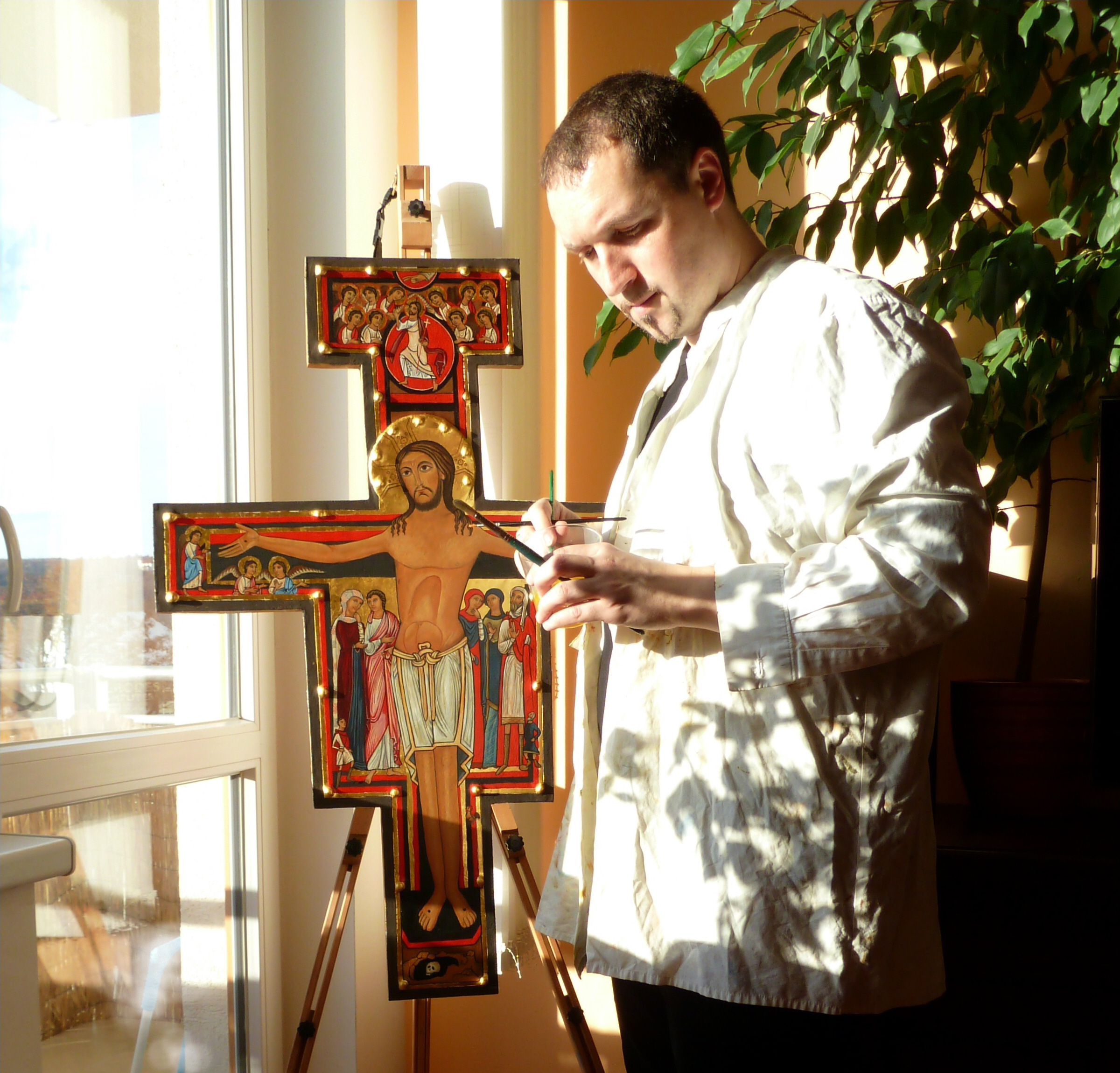
Martin Damian

## Biografie
Im Jahre 2000 trat er in den Kapuzinerorden ein, wo er während seines sechsjährigen Aufenthalts die Kunst der Ikonenmalerei erlernte. Vor besonderer Bedeutung in seiner Ausbildung zum Ikonenschreiber war der Erfahrungsaustausch mit orthodoxen Meistern, bei denen er die Herstellung der Ikonen nach der ursprünglichen Technik der Byzantinischen Kunst kennenlernte. 
Zwischen 2002 und 2005 studierte er Theologie und Spiritualität an der Palacký-Universität Olmütz.
Seit dem Jahre 2003 schreibt er Ikonen (Bei der Ikone handelt sich um ein Bildwerk, das aus theologischer Sicht nicht gemalt oder gezeichnet, sondern geschrieben wird), erste Ikonen bildete er für seine Mitbrüder im Kapuzinerkloster. Er wirkte in Klöstern in Prag, Ujezd, Olmütz und Brünn.
Im Jahr 2006 entschied er sich, das ewige Ordensgelübde nicht abzulegen und verließ die Ordensgemeinschaft. 
Im Jahr 2009 gründete er eine Ikonenwerkstatt in Prag.

## Ausstellungen
- In Wien in der Hütteldorfer Pfarrkirche in Wien hat er im Jahre 2012 eine Pfingst-Ausstellung seiner Ikonen veranstaltet. Während der Ausstellung hat er Ikonenmalerei live präsentiert.
- In Zusammenarbeit mit den Schwestern von der Unbefleckten Empfängnis Mariens veranstaltete er im Jahre 2011 eine Ausstellung mit dem Namen Ikonen in Olmütz.
- Unter dem Namen Licht der Ikonen stellte er seine Werke im Jahre 2011 im Prager Loreto, in der Benediktinerabtei Rajhrad und im Stadtmuseum in Kadaň aus.
- Im Jahre 2009 nahm er an einer Meisterklasse teil, veranstaltet von der Nationalgalerie Prag, die mit einer gemeinsamen Ausstellung in den Räumen des Klosters zum heiligen Georg in der Prager Burg ihren Abschluss fand.

## Werke
- Kreuz von San Damiano[1]; Am Anfang des 13. Jahrhunderts sprach Christus zum St. Franziskus von Assisi durch dieses Kreuz. Bis zum 20. Jahrhundert wurde das San-Damiano-Kreuz im Kloster des Ordens der Klarissen verborgen. Bis heute ist das Kreuz von San Damiano bei den Nachfolgern des Franz von Assisi und der heiligen Klara von Assisi sehr beliebt.
- Heilige Familie
- Salve Regina
- Christie Geburt
- Zärtliche Gottesmutter
- Kreuz von Taize
- Seraph / Blauer Engel[2]

Franz von Assisi wurde der Legende nach von einem Seraph stigmatisiert. Deshalb lautet der Beiname des Heiligen auch „Seraphicus“. Die Orden der Franziskaner und Klarissen, deren Entstehung auf ihn zurückgeht, werden seraphische Orden genannt.

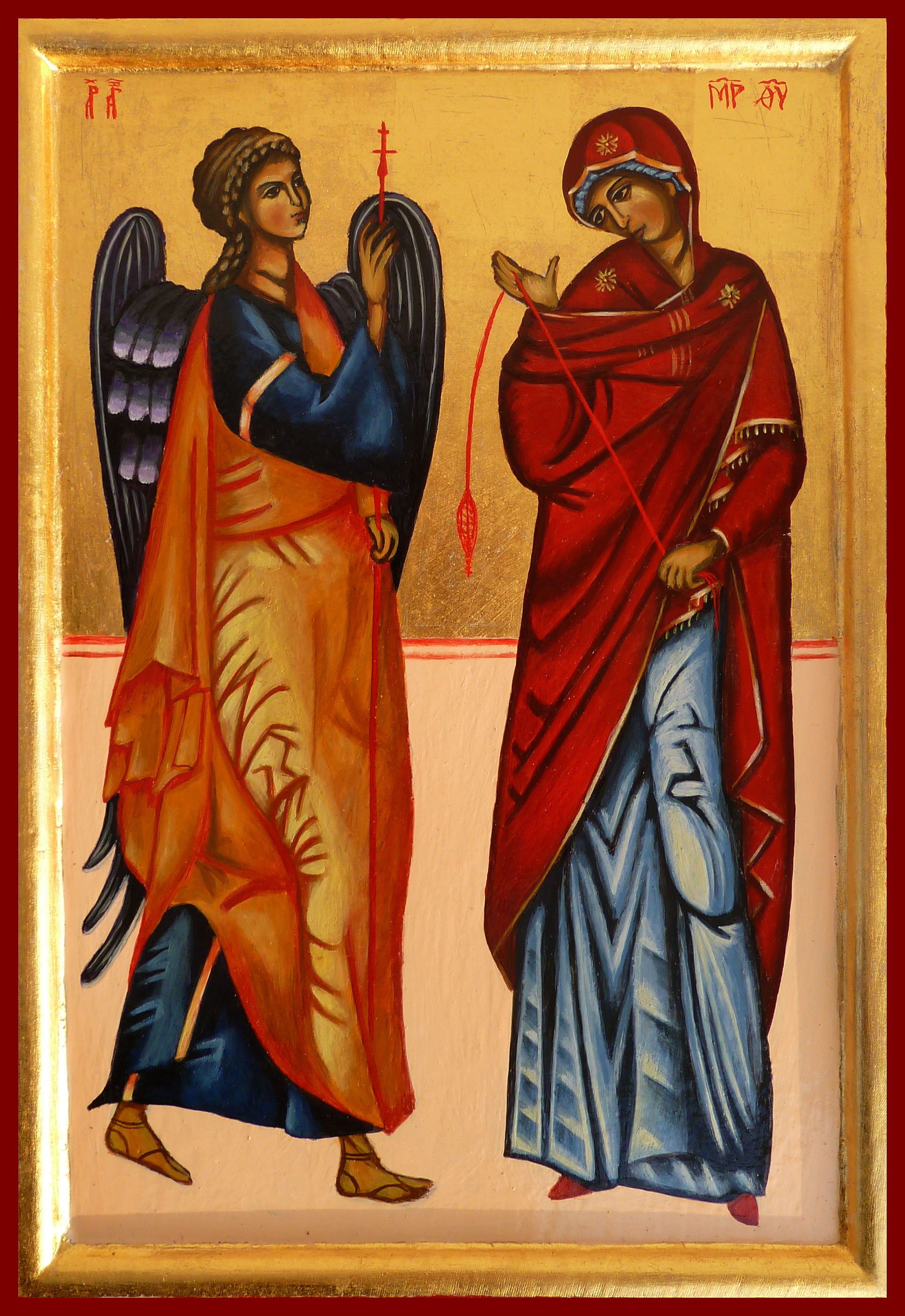
Verkündigung von Martin Damian

- Verkündigung des Herrn Verkündigung von Martin Damian